# Gabriel Byrne

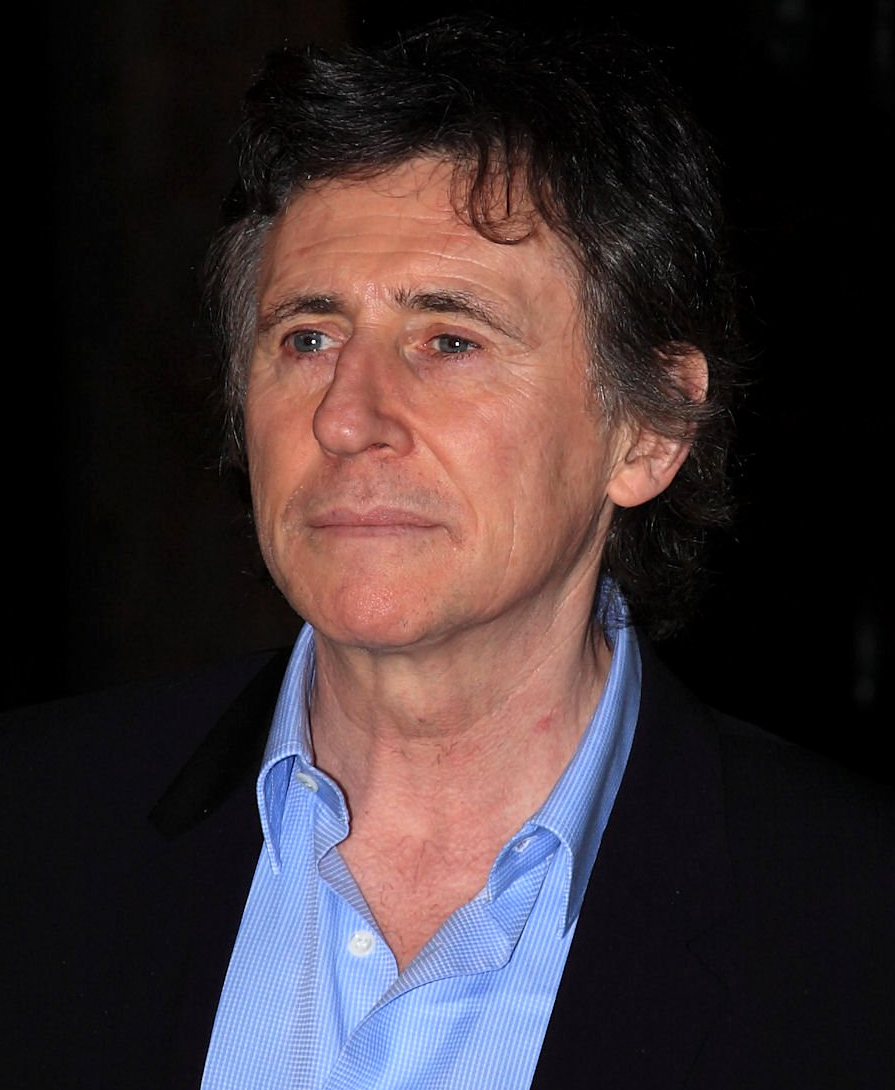
Gabriel Byrne (2010)

Gabriel Byrne (* 12. Mai 1950 in Dublin, Irland) ist ein irischer Filmschauspieler.

## Leben
Byrne wurde als erstes von sechs Kindern in Crumlin bei Dublin (Irland) als Sohn eines Böttchers und Soldaten und einer Krankenschwester geboren. Eine seiner Schwestern starb schon in jungen Jahren. Byrne wurde streng römisch-katholisch erzogen und wollte selbst Priester werden. Nachdem er viereinhalb Jahre ein Internat der Christian Brothers in England besucht hatte, kehrte Byrne 15-jährig zurück nach Dublin. Dort schlug er sich zunächst mit diversen Gelegenheitsjobs durch, bevor er begann, an der Universität in Dublin Literatur, Archäologie, Spanisch und Gälisch zu studieren. Einige Zeit lebte und arbeitete er als Englischlehrer in Spanien, kehrte dann nach Dublin zurück und unterrichtete Spanisch an einer Mädchenschule.
Byrne offenbarte in der Fernsehshow „The Meaning of Life“ im irischen Fernsehen, dass er während seines Aufenthalts im Knabenseminar Opfer sexueller Belästigung wurde. Vorher habe er mit dem Gedanken gespielt, selbst Priester zu werden; durch diese Erfahrung nahm er davon jedoch Abstand.
Byrne begann seine Laufbahn als Bühnenschauspieler 1979 am Focus Theatre in Dublin. Die damalige Leiterin, Deirdre O’Connell, wies ihn – wie auch Colm Meaney – in das Schauspielhandwerk nach Stanislawski ein. Er wechselte dann ans Project Theatre, das seinerzeit vom heute sehr erfolgreichen irischen Regisseur Jim Sheridan geleitet wurde. Zum Schauspielensemble der ersten Zeit gehörten auch Liam Neeson und Stephen Rea. Es folgte Byrnes Mitwirkung in den Fernsehserien The Riordans und Bracken. In John Boormans Excalibur stand er 1981 zum ersten Mal vor einer Filmkamera. 1994 spielte er den deutschen Philosophieprofessor Friedrich Bhaer in Betty und ihre Schwestern.
Neben seiner Schauspielkarriere betätigt sich Byrne auch als Produzent, Drehbuchschreiber, Autor und Regisseur. Der von ihm produzierte Film Im Namen des Vaters war 1993 in der Kategorie Bester Film für einen Oscar nominiert. Am Theater feierte er große Erfolge am Broadway. So spielte er zweimal die männliche Hauptrolle in Stücken von Eugene O’Neill: 2000 in Ein Mond für die Beladenen und 2005 in Fast ein Poet. 2003 war er in dem Stück gegen die Todesstrafe The Exonerated von Erik Jensen und Jessica Blank zu sehen.
Von 2008 bis 2010 spielte Byrne mit Erfolg die Hauptrolle des Psychotherapeuten Dr. Paul Weston in der HBO-Serie In Treatment – Der Therapeut. Diese brachte ihm 2009 einen Golden Globe Award sowie zwei Emmy-Nominierungen ein.
Gabriel Byrne war bis 1999 mit der Schauspielerin Ellen Barkin verheiratet, die er 1987 bei den Dreharbeiten zu dem Film Siesta kennengelernt hatte. Aus der Ehe gingen ein Sohn (* 1989) und eine Tochter (* 1992) hervor. Byrne wohnt seit einiger Zeit in New York City, um seinen bei der Mutter lebenden Kindern nahe zu sein.
Gabriel Byrne wird in Deutschland unter anderem von Klaus-Dieter Klebsch synchronisiert.

## Filmografie (Auswahl)
- 1981: Excalibur
- 1983: Die unheimliche Macht (The Keep)
- 1983: Hanna K.
- 1983: Wagner – Das Leben und Werk Richard Wagners (Wagner)
- 1984: Verletzte Gefühle (Reflections)
- 1985: Button – Im Sumpf der Atommafia (Defence of the Realm)
- 1985: Christopher Columbus
- 1986: Gothic
- 1987: Siesta
- 1987: Richard Löwenherz und die Kinder Gottes (Lionheart)
- 1987: Hello Again – Zurück aus dem Jenseits (Hello Again)
- 1987: Julia und Julia (Giulia & Giulia)
- 1988: A Soldier’s Tale
- 1988: Der Kurier (The Courier)
- 1989: Death and Desire (Diamond Skulls)
- 1990: Miller’s Crossing
- 1990: Gestrandet (Hakon Hakonsen)
- 1992: Das weiße Zauberpferd (Into the West)
- 1992: Cool World
- 1993: Eine gefährliche Frau (A Dangerous Woman)
- 1993: Im Namen des Vaters (Produzent)
- 1993: Codename: Nina (Point of no Return)
- 1994: Out of Ireland
- 1994: Betty und ihre Schwestern (Little Women)
- 1994: All Things Bright and Beautiful
- 1994: Hamlet – Der Prinz von Jütland (The Prince of Jutland)
- 1994: Der Zufalls-Dad (A Simple Twist of Fate)
- 1994: Die Geschworene – Verurteilt zur Angst (Trial by Jury)
- 1995: Dead Man
- 1995: Buffalo Girls
- 1995: Die üblichen Verdächtigen (The Usual Suspects)
- 1995: Frankie Starlight
- 1996: Past Into Present
- 1996: The Lark in the Clear Air (Produzent, Autor)
- 1996: Bullet Point (Mad Dog Time)
- 1996: Dr. Hargard’s Disease (Produzent)
- 1996: Liebe in Zeiten des Krieges (The Brylcreem Boys, auch Produzent)
- 1996: Last of the High Kings (auch Produzent, Autor)
- 1996: Somebody Is Waiting (auch Produzent)
- 1997: Im Sog der Gier (Weapons of Mass Distraction)
- 1997: Irish Cinema: Ourselves Alone?
- 1997: Am Ende der Gewalt (The End of Violence)
- 1997: Fräulein Smillas Gespür für Schnee (Smilla’s Sense of Snow)
- 1997: This Is the Sea
- 1998: Gestern war ich noch Jungfrau (Polish Wedding)
- 1998: Der Mann in der eisernen Maske (The Man in the Iron Mask)
- 1998: Der Staatsfeind Nr. 1 (Enemy of the State)
- 1998: Das magische Schwert – Die Legende von Camelot (Quest for Camelot, Sprecher)
- 1999: Toby’s Story
- 1999: Mad About Mambo (Produzent)
- 1999: Stigmata
- 1999: End of Days – Nacht ohne Morgen (End of Days)
- 2000: Brendan trifft Trudy (When Brendan Met Trudy)
- 2002: Spider
- 2002: Ghost Ship
- 2002: Virginias großes Rennen (Virginia’s Run)
- 2002: Ohne jeden Ausweg (Emmett’s Mark)
- 2003: Shade
- 2004: Vanity Fair – Jahrmarkt der Eitelkeit (Vanity Fair)
- 2004: P.S. – Liebe auf Anfang (P.S.)
- 2004: Die Brücke von San Luis Rey (The Bridge of San Luis Rey)
- 2005: Das Ende – Assault on Precinct 13 (Assault on Precinct 13)
- 2006: Played – Abgezockt (Played)
- 2006: Jindabyne – Irgendwo in Australien (Jindabyne)
- 2007: Emotional Arithmetic
- 2008–2010: In Treatment – Der Therapeut (In Treatment, Fernsehserie)
- 2009: Kopfgeld – Perrier’s Bounty (Perrier’s Bounty)
- 2009: Leningrad – Die Blockade (Leningrad)
- 2012: I, Anna
- 2012: Secret State (Fernsehserie)
- 2013: The Deadly Game
- 2013: Vikings (Fernsehserie, 6 Folgen)
- 2014: Vampire Academy
- 2014: Der Pathologe – Mörderisches Dublin (Quirke, 3-teilige Miniserie)
- 2015: Louder than Bombs
- 2015: Nobody Wants the Night
- 2015: 69 Tage Hoffnung (The 33)
- 2016: No Pay, Nudity
- 2016: Carrie Pilby
- 2017: Mad to Be Normal
- 2017: Lies We Tell: Gefährliche Wahrheit (Lies We Tell)
- 2018: In the Cloud
- 2018: Hereditary – Das Vermächtnis (Hereditary)
- 2018: Maniac (Fernsehserie)
- 2019: Krieg der Welten (War of the Worlds, Fernsehserie)
- 2020: Lost Girls
- 2020: ZeroZeroZero (Fernsehserie)
- 2020: Death of a Ladies’ Man
- 2022: Mord in Yellowstone City (Murder at Yellowstone City)
- 2022: Lamborghini: The Man Behind the Legend
- 2022: Der Junge, der Maulwurf, der Fuchs und das Pferd (The Boy, the Mole, the Fox and the Horse, Kurzfilm, Stimme im Original)
- 2025: From the World of John Wick: Ballerina